# 山本太郎 (ラグビー選手)
山本 太郎（やまもと たろう、1911年2月28日 - 没年不詳）は、日本のラグビー選手。主なポジションはプロップ(PR)およびフッカー(HO)。旧姓は佐々倉（ささくら）。

## 来歴
1930年福岡県中学修猷館を卒業。慶應義塾大学へ進学し、ラグビー部に入部。
慶應義塾大学在学中にラグビー日本代表に選出され、1934年2月11日明治神宮外苑競技場で開催された、豪州学生選抜第1回来日第5戦、および1934年2月18日花園ラグビー場で開催された、豪州学生選抜第1回来日第7戦に出場した。キャップ2。
1945年9月中旬、山本は九州大学工学部のグラウンドで行われた修猷館中学対福岡中学のOB戦に出場した。この試合が九州ラグビー界戦後の幕開けとなっており、試合後に川津尚彦、松隈保、安武一道、速見伝吉らと共に、九州ラグビーフットボール協会設立を決議した。1946年8月の日本ラグビーフットボール協会理事会に、山本は「九州協会独立の要望書」を提出し、1947年9月に正式承認され、九州ラグビーフットボール協会が設立された。